# 雍仁會館
雍仁會館（英文名：Zetland Hall，意譯為「泄蘭會館」），又稱共濟會中心（英文名：Masonic Centre，意譯為「石匠中心」），是香港共濟會的總部。除了雍仁會館辦理共濟會於香港及遠東地區分會的會員福利外，亦會招待路經香港的其他地區的共濟會會員。
共濟會是一個帶有烏托邦理想和神秘色彩的兄弟會及慈善團體，起源於中世紀歐洲，並於1717年在英國正式成立。1759年，瑞典東印度公司的「卡爾王子號」（Prince Carl）載著共濟會成員抵達廣東，開啟了共濟會在亞洲的歷史。

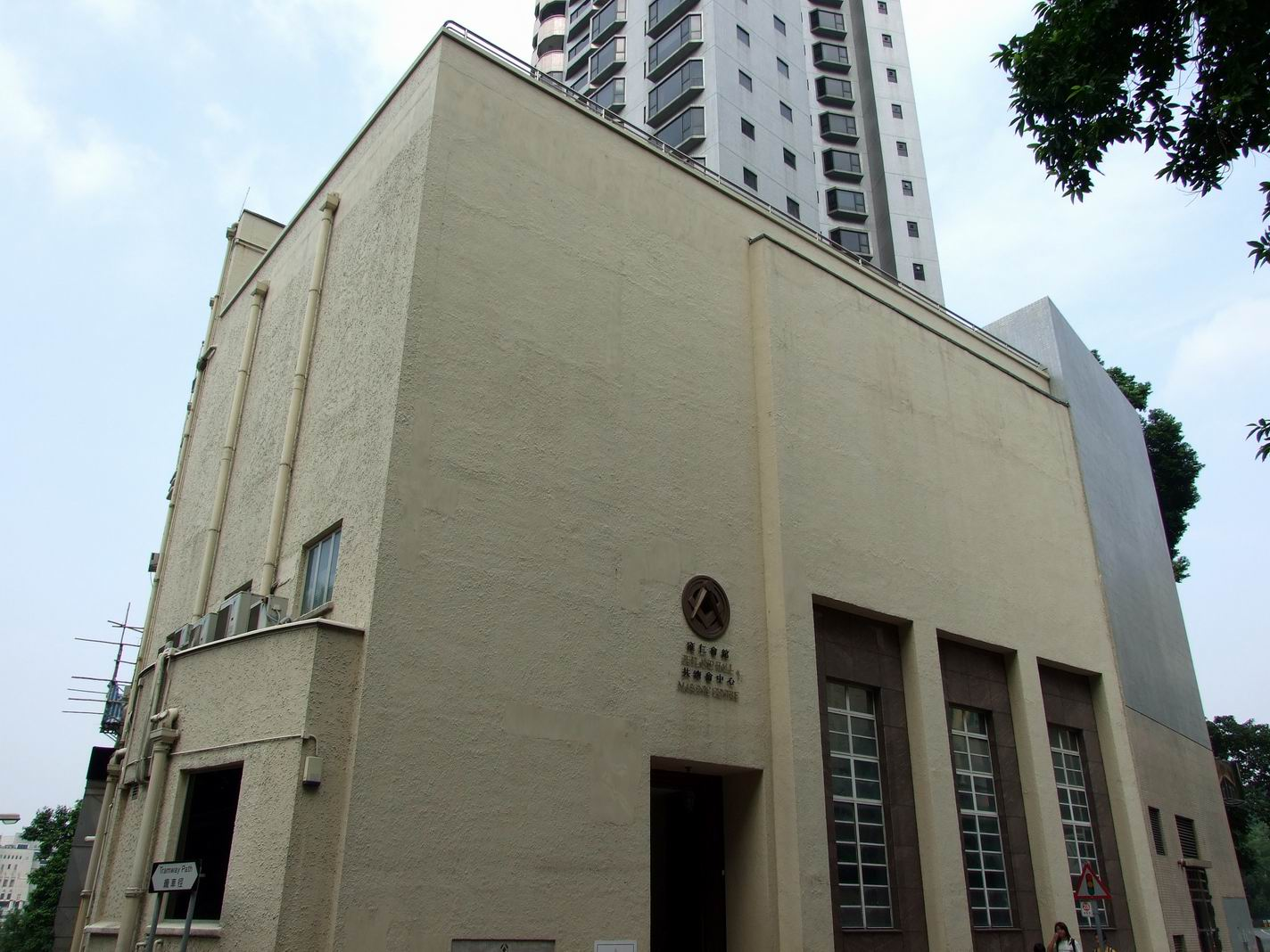
雍仁會館(第三代香港共濟會中心)

雍仁會館位於香港半山區堅尼地道1號，樓高五層，地上四層及一層地庫。地庫設有廚房及更衣室，地下層有酒吧和可容納超過120人的宴會廳。一樓和二樓設有兩間會議廳和一個小型共濟會文物館及擁有過千本共濟會藏書的圖書館。除非取得特別許可或在特殊場合，非會員只可以進入地面的酒吧和宴會廳。
會員可攜帶非會員享用雍仁會館的餐飲服務，週一至週五提供午餐服務，週六早上提供早餐服務。此外，每週五還提供特色的咖哩自助午餐。
根據雍仁會館內部規則，平日宴會廳和酒吧的最低衣著要求是“商務休閒（Smart Casual）”，即有領襯衫和休閒長褲是可以接受的。不允許穿著無袖或無領T裇、背心、短褲和夾腳拖。除非出於宗教、文化或儀式原因，否則不得在雍仁會館內戴帽子。
雍仁會館持有香港牌照事務署頒發的《會社（房產安全）條例》合格證明書。除非取得特別許可或在特殊場合，會館只接待年滿18歲以上的訪客及會員。雍仁會館亦持有酒牌局的會所酒牌。
根據香港土地註冊處資料，雍仁會館的三分之一業權(165000/500000)由香港共濟會雍仁會館信託人持有，其餘三分之二(335000/500000)已售予新鴻基地產和郭炳聯。

## 歷史
雍仁會館的變遷：
- 1853-1865，第一代會館位於中環泄蘭街
- 1865-1949，第二代會館於中環泄蘭街原址重建
- 1950-現今，第三代會館搬遷至堅尼地道一號

1844年4月29日，共濟會在香港維多利亞城成立了第一個會所，名為Royal Sussex Lodge No. 501，並有紀錄於1845年4月舉行會議的香港共濟會總會的英格蘭分支。其後，雍仁（共濟）分會於1846年成立，並建造香港第一所香港共濟會中心 - 雍仁會館。歷史上，香港的共濟會分支來自英格蘭、蘇格蘭和愛爾蘭。
第一代雍仁會館大約於1853年建成（奠基於1853年2月1日），位於內地段34，該地點大約位於現今香港聖公會會督府(即聖保羅書院的舊校舍)下方, 即位於現今中環新世界大廈所在的泄蘭街旁。 雍仁會館亦名為泄蘭會館，為紀念雍仁分會(Zetland Lodge)的二伯爵 - 湯馬士(Thomas)，他於1833-1870為英國共濟聯合總會會長(Grand Master of the United Grand Lodge of England)。雍仁會館中的首次共濟會會議於1853年10月13日舉行。
由於第一代雍仁會館不敷應用，所以於原址重建成為第二代香港共濟會中心，並於1865年落成，但在第二次世界大戰期間遭到炸毀。由於在原址重建的費用高昂且有見空間不足於將來發展，在1947年7月7日的會議上，雍仁會館信託人決定以港幣$900,000將第二代香港共濟會中心的地皮售予香港電燈公司；在同一會議上，信託人決定以約港幣$125,000購買內地段1875，即St. George's House的地皮，並於1950年將會址遷至現今香港島堅尼地道一號，這便是第三代雍仁會館。
於1949年4月27日，立法局的蘭道(Hon D. F. Landale) 議員提議及周埈年議員和議修改1922年的《雍仁會館信託人法團條例》，「目的與理由」如下：
1. 受託人之法人地位：根據1922年的《雍仁會館信託人法團條例》，雍仁會館受託人成立，目的是維護香港共濟會的會館。最初的法令將受託人限制為特定會所的代表，但這排除了根據愛爾蘭憲法運作的會所。現修改受託人內包括愛爾蘭憲法運作的會所。
2. 會所增長：自法人成立以來，香港成立了許多新共濟會會所，包括從於中國的外國租界遷移過來的會所。這些會所使用由信託人維護的會館，並通過費用和租金貢獻財政支持。
3. 代表性問題：目前對受託人的限制被認為不足以代表更廣泛的共濟會社群。提出擴大代表會所數量的建議，並允許未來成立的會所在信託內有選舉代表。
4. 新共濟會館：原於內地段31的共濟會館在第二次世界大戰期間被摧毀，並已售出。香港暨華南總分會會長Charles Bernard Brown 及雍仁會館其中一位信託人 Edmund Maurice Raymond 以雍仁會館信託人代表購得內地段1875為用於建設新的共濟會館，並提議將該財產歸屬於信託人。

第三代香港共濟會中心的計劃及圖則，由二次大戰期間於赤柱拘留營被拘留的共濟會會員起草。並於1949起開始建造、1949年4月2日奠基，及於1950年1月建成。並於1950年1月30日舉行開幕儀式。

現時位於香港島堅尼地道一號的第三代雍仁會館，位於內地段1875，該地皮前身為St. George's House，於1949年5月由雍仁會館信託人購入。

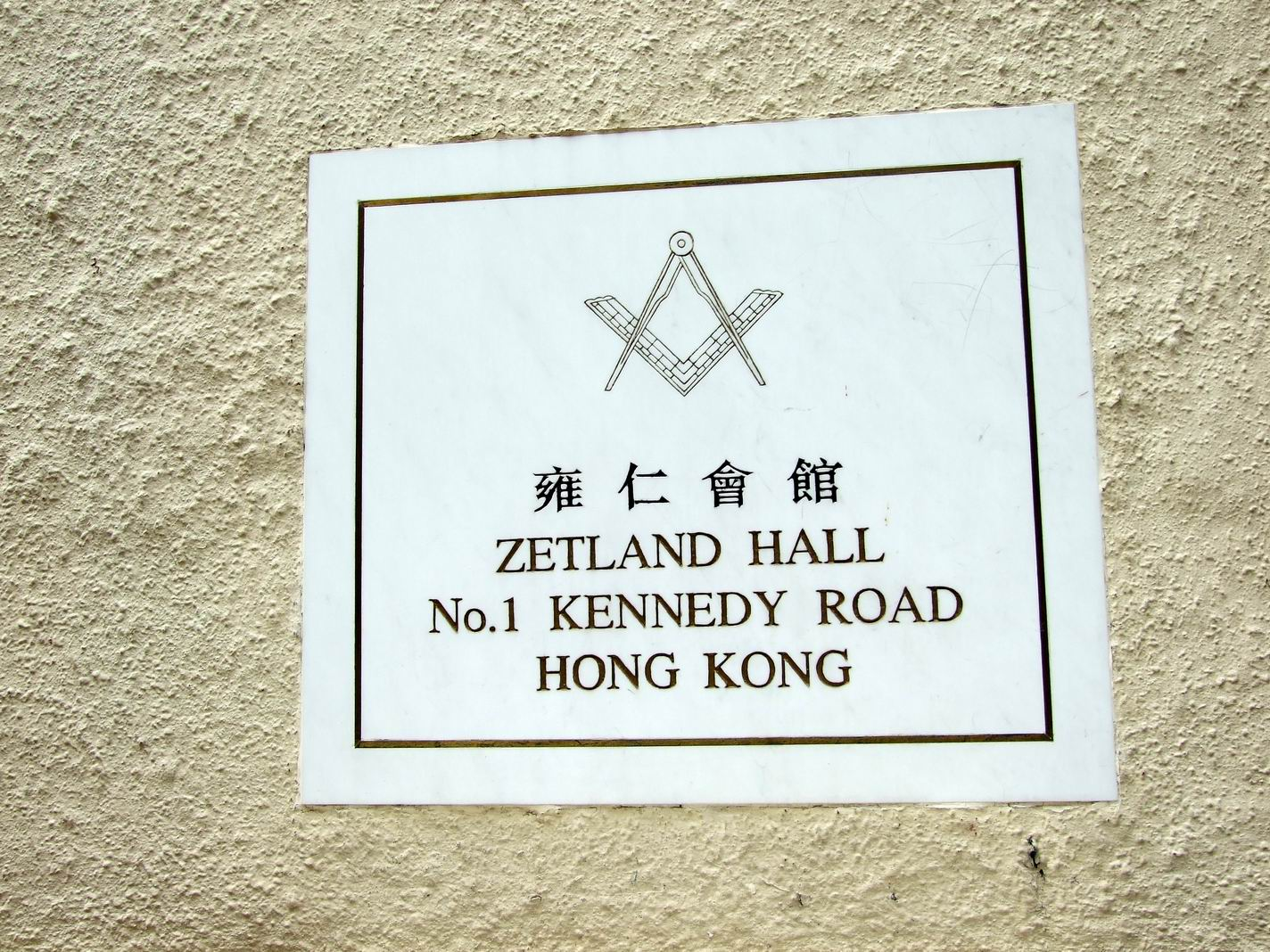
雍仁會館門牌
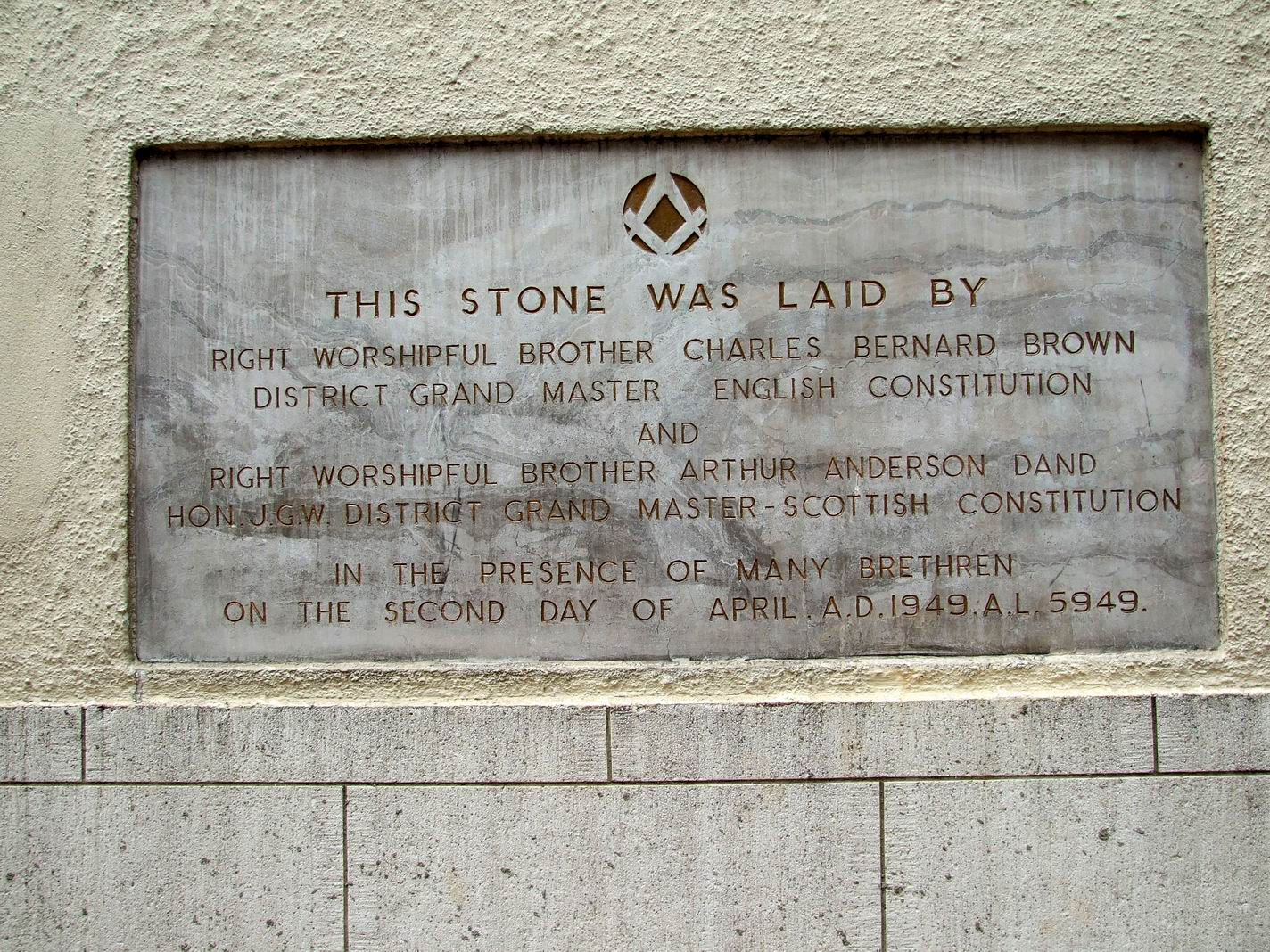
雍仁會館基石
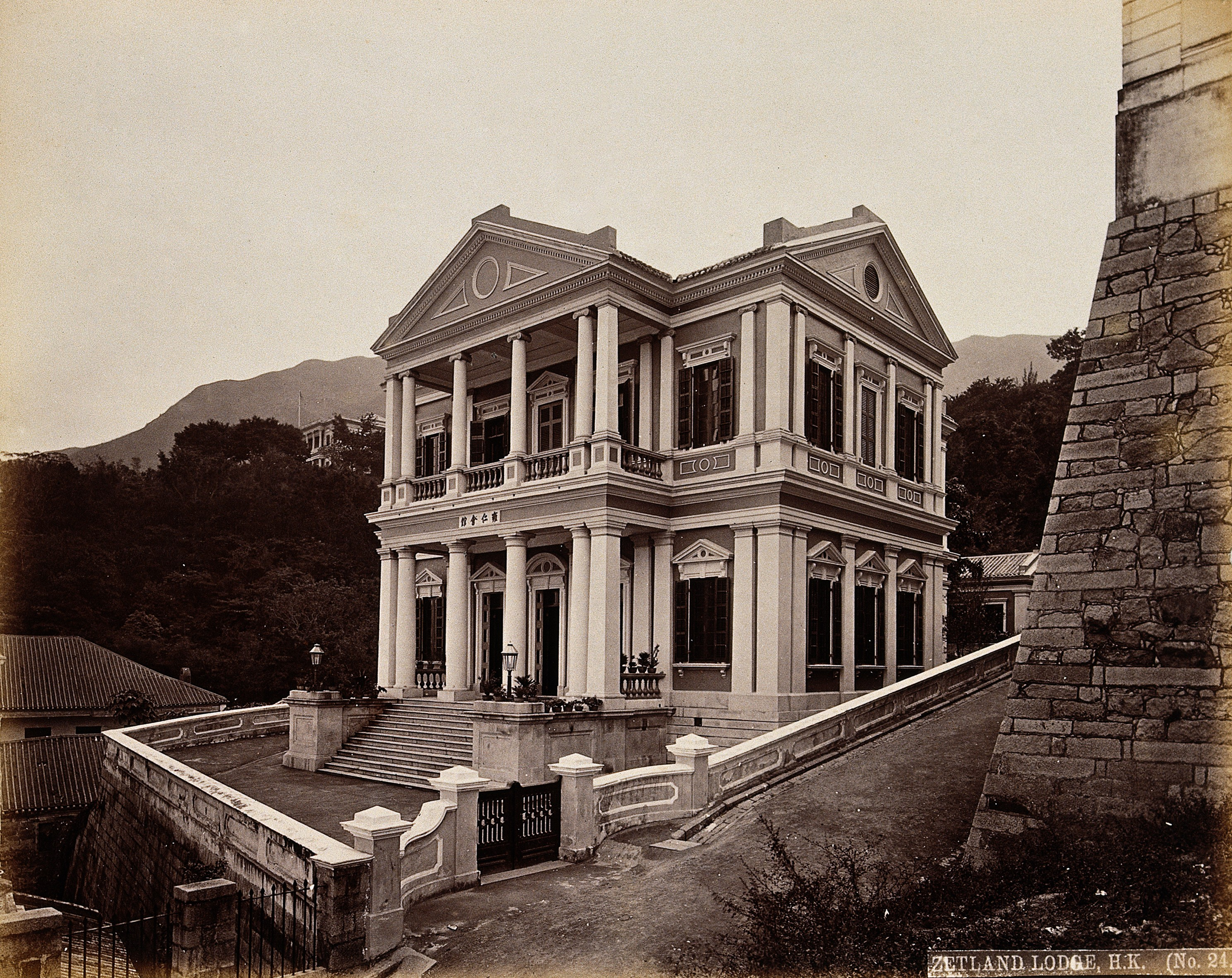
在泄蘭街的第二代會所

## 會所及組織
現在位於香港的共濟會會所，分別隸屬於香港暨遠東地區總分會（英格蘭憲章）(District Grand Lodge of Hong Kong and the Far East (English Constitution)) 、遠東地區總監督會所（愛爾蘭憲章）(Provincial Grand Lodge of the Far East (Irish Constitution))，以及遠東地區總會所（蘇格蘭憲章）（District Grand Lodge of the Far East (Scottish Constitution)）。香港共濟會大多數會所都在雍仁會館舉行會議，但亦有部分會所在其他地方舉行會議(例如Rising Sun Lodge 的會址位於日本神戶)。此外，共濟會還有不同的旁系組織(Side Order)，例如：皇家高拱章(Royal Arch Chapters) ，他們也在雍仁會館的會址舉行會議。

#### 分會名稱變更
- 香港共濟會總會英格蘭分支在歷史上的名字變遷：[12]
  - 1847–1866，Provincial Grand Lodge of China
  - 1866–1875，District Grand Lodge of China
  - 1875–1963，District Grand Lodge of Hong Kong and South China (香港暨華南總分會)
  - 1963至今， District Grand Lodge of Hong Kong and the Far East (英國共濟聯合總會香港暨遠東地區總分會)
- 香港共濟會總會蘇格蘭分支在歷史上的名字變遷：[12]
  - 1905–1958，District Grand Lodge of Hong Kong and South China
  - 1958至今，District Grand Lodge of the Far East
- 香港共濟會總會愛爾蘭分支在歷史上的名字變遷：[12]
  - 1933–1938，District Grand Inspector
  - 1938–1947，Grand Inspector
  - 1947–1954，Grand Inspector for Hong Kong and China
  - 1954–1967，Grand Inspector for Hong Kong, China and Malaya
  - 1967–1988，Grand Inspector for the Far East
  - 1988至今，Provincial Grand Lodge of the Far East

於2025年，英國共濟聯合總會香港暨遠東地區總分會已經成立150周年（以1875年，District Grand Lodge of China分拆成District Grand Lodge of Hong Kong and South China (香港暨華南總分會)起計）。

#### 雍仁會館有關的分會及組織
英國共濟聯合總會香港暨遠東地區總分會位於雍仁會館的會所，共有20所；另有1所位於日本神戶 ：
- Cathay Lodge No. 4373 (國泰(共濟)分會)
- Corinthian Lodge of Amoy No. 1806 (英國共濟聯合總會第1806號, 廈門雍雅分會)
- Diocesan Schools Lodge of Hong Kong No. 10055
- Foochow Lodge No. 1912
- Harriers Lodge No. 9882
- Hong Kong and Far East District Grand Stewards Lodge No. 9879
- Lodge of Lu Pan No. 9387 (英國共濟聯合總會第9387號香港魯班(共濟)分會)
- Lodge Star of Southern China No. 2013 (共濟分會–華南之星)
- Paul Chater Lodge of Installed Masters No. 5391 (保羅遮打就職會長分會)
- Perseverance Lodge of Hong Kong No. 1165
- Rising Sun Lodge [會址位於日本神戶]
- Rotarian Lodge of Hong Kong No. 9378 (香港扶輪共濟會)
- Royal Sussex Lodge No. 501
- St. Paul's Lodge No. 9718 (香港聖保羅(共濟)分會9718號)
- St Joseph’s & La Salle No. 10050
- Swatow Lodge No. 3705 (汕頭(共濟)分會)
- The Club Lodge No. 9880
- United Service Lodge No. 1341
- University Lodge of Hong Kong No. 3666 (香港大學(共濟)分會)
- Victoria Lodge of Hong Kong No. 1026
- Zetland Lodge No. 525

遠東地區總監督會所（愛爾蘭憲章）的會所，共有7所：
- Arthur Gomes Lodge of Installed Master No.1001
- Baden Powell Lodge No. 929
- Emerald Lodge of Hong Kong No. 883
- Lodge Erin No. 463
- Lodge St. David No. 903
- Shamrock Lodge No. 712
- Sino Lusitano Lodge of Macau No. 897

遠東地區總會所（蘇格蘭憲章）的會所，共有6所：
- Lodge Cosmopolitan No. 428
- Lodge Eastern Scotia No. 923
- Lodge Naval & Military No. 848
- Lodge St. Andrew in the Far East No. 493
- Lodge St. John No. 618
- Lodge Trident No. 1849

除了上述會所外，香港共濟會旗下亦有不同組織及基金：
- 雍仁會館信託人法團(Zetland Hall Trustees Incorporation)
- 共濟會遮打獎學基金(Chater Masonic Scholarship Fund)
- 香港及遠東共濟慈善基金會 (Hong Kong and Far East Masonic Benevolence Fund)
- 遠東共濟慈善協會(The Far East Masonic Association for Charity)
- 堅尼地道1號會(One Kennedy Club(1KC) （页面存档备份，存于）)，舉辦不同的活動予新的和年輕的共濟會會員以及潛在會員
- 不同會所旗下亦有不同的慈善基金，救濟基金及獎學金

## 彩色玻璃窗
在香港演藝學院重修伯大尼修院時，修院中的小教堂原裝有19幅彩畫玻璃全部散失，工程總監蘇迪基（Philip Soden）走訪多個教堂，終發現「雍仁會館」中的七扇彩畫玻璃窗，形狀大小與伯大尼小教堂相同。
查訪下原來1985年有一位建築師在伯大尼附近的置富花園發現一批彩畫玻璃窗，由於玻璃窗已頗為殘舊，將之存放在政府倉庫。於1998年，該建築師為雍仁會館50週年成立慶典裝修，由於雍仁會館中的飯廳需要彩畫玻璃，遂向政府申請使用存放在其倉庫中的七扇玻璃窗，餘下兩扇玻璃窗作存放於政府倉庫，經參考過三幅伯大尼上世紀約五、六十年代照片，最後證實「雍仁會館」、政府倉庫的玻璃窗均來自伯大尼。
其後，演藝學院與共濟會商討有關將雍仁會館玻璃窗送還伯大尼的可行性。幸好雍仁會館理事會主席布斯．坎飛利表（Bruce Humphrey）及其理事會成員均支持復修伯大尼原貌的信念，慷慨送回七扇玻璃窗，政府倉庫的兩扇窗亦歸還小教堂。這九扇窗中，包括正祭台對上，位於小教堂中央的聖心圖案玻璃窗。演藝按照原有的設計複製其餘十扇玻璃窗。全部19扇窗已重現伯大尼小教堂。

## 有關香港共濟會的新聞
根據1909年4月7日香港華字日報報導，於4月6日晚深夜，有竊匪撬去雪廠街的雍仁會館正門之薄板進入，並盜去銀器餐具多件, 會館已報警。
於1916年2月11日，根據香港華字日報報導，3名人士（楊文、楊成、另一楊姓人士）未經批准進入雍仁會館的工人宿舍並打算寄宿。該3名人士被捕及被判每人罰錢壹元。
根據1947年2月7日的香港工商晚報報導，位於雪廠街的雍仁會館，於二次大戰時被炸毀及所有木料建築於戰後被人偷去，只餘下危牆四壁，香港政府因安全原因命令把餘下建構物拆去，只餘下曠地。該報導亦指雍仁會館將會搬遷到堅尼地道，而雪廠街的地皮將會轉售於商人為商行之用，而會館辦事人亦現於雪廠街十一號辦公。
根據2017年5月17日的大公網報導，英國共濟聯合總會香港暨遠東地區總分會於中環交易廣場舉行英國共濟聯合總會成立300周年慶展覽。